# Tagolsheim
Tagolsheim is een gemeente in het Franse departement Haut-Rhin (regio Grand Est). De gemeente telde op 1 januari 2022 982 inwoners en maakt deel uit van het arrondissement Altkirch.

## Geografie
De oppervlakte van Tagolsheim bedroeg op 1 januari 2022 3,19 vierkante kilometer; de bevolkingsdichtheid was toen 307,8 inwoners per km².

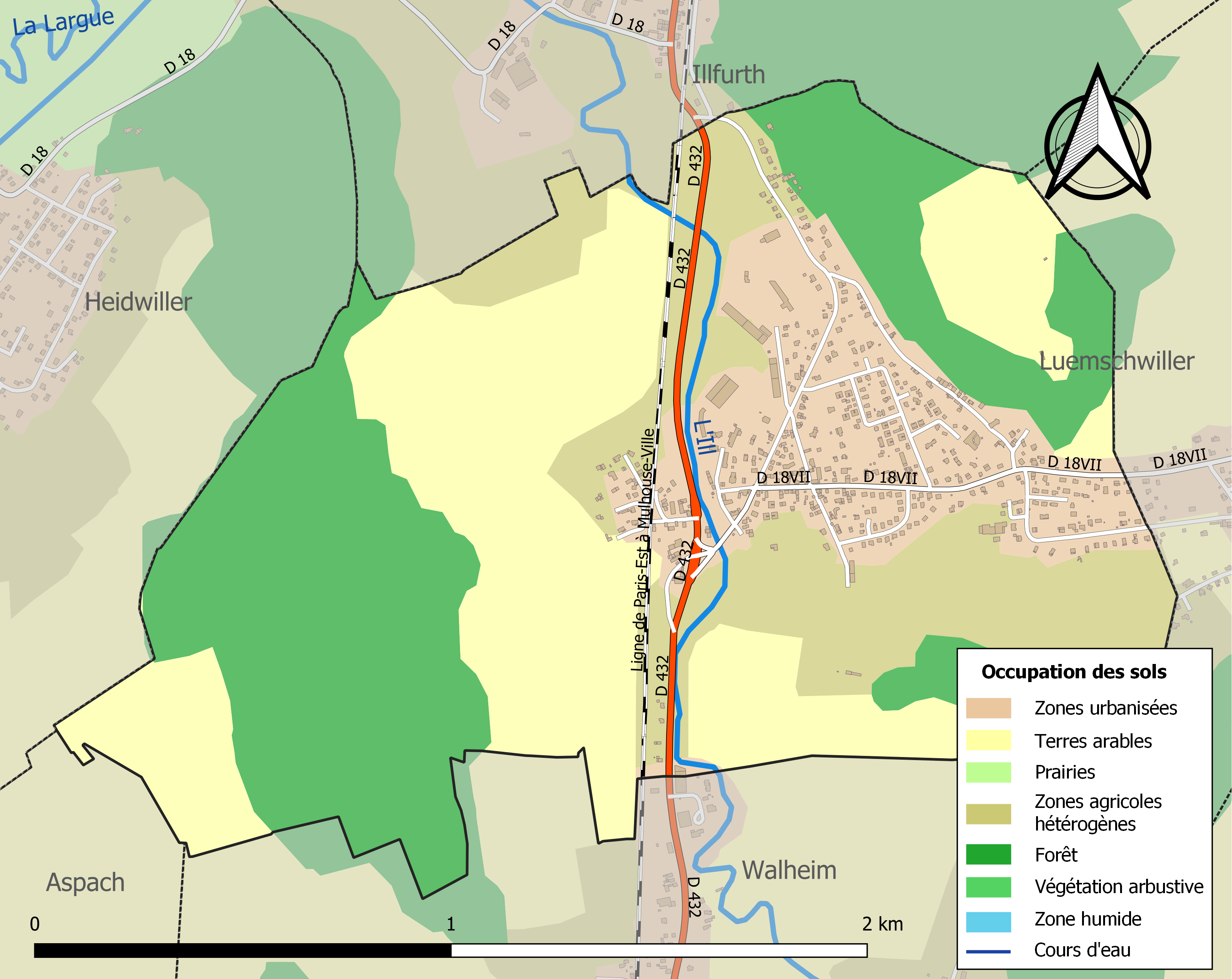
Kaart van de gemeente met de belangrijkste infrastructuur, bodemgebruik en omliggende gemeenten

## Demografie
Onderstaande figuur toont het verloop van het inwonertal (bron: INSEE-tellingen).

## Verkeer en vervoer
In de gemeente staat het spoorwegstation Tagolsheim.